# Italische Sprachen

Sprachen auf der Italienischen Halbinsel im 6. Jahrhundert v. Chr. (italische Sprachen und andere)

Die italischen Sprachen bilden eine Untergruppe der indogermanischen Sprachfamilie. Eine vermutete nähere Verwandtschaft mit den keltischen Sprachen konnte bislang nicht nachgewiesen werden; zumindest aber gibt es Indizien für einen vorgeschichtlichen Sprachkontakt zwischen Italisch, Keltisch und Germanisch. Gesprochen wurden die italischen Sprachen von nach Italien eingewanderten indogermanischen bzw. indogermanisierten antiken Völkern und Stämmen, die als Italiker zusammengefasst werden.
Im Altertum wurden auf der Italienischen Halbinsel und auf Sizilien eine Vielzahl italischer Sprachen gesprochen. Eine von diesen, das Lateinische, wurde aber durch den Aufstieg Roms so dominant, dass es noch in der Antike alle anderen verdrängte. Die Nachfolger des Lateinischen, die romanischen Sprachen, bilden den modernen Zweig der italischen Sprachen.

## Italische Sprachen im Altertum
Umfangreicheres Schrifttum ist lediglich vom Lateinischen, Oskischen und Umbrischen erhalten. Die anderen italischen Sprachen sind nur durch wenige kurze Inschriften dokumentiert. Wann die neben dem Lateinischen vorhandenen italischen Sprachen ausstarben, lässt sich nicht mit Sicherheit bestimmen, sicherlich aber noch in der Antike, die meisten wohl noch vor der Zeitenwende.
Im Sinne der Sprachwissenschaft umfasst der Begriff „italische Sprachen“ nicht etwa sämtliche im Italien des Altertums bezeugten Sprachen und Dialekte, sondern nur zwei Gruppen der indogermanischen Sprachen, die wiederum in viele Untergruppen und Dialekte aufgespalten waren. Die Zuordnung der meisten, größtenteils kaum bezeugten Sprachen ist unklar.
Das Venetische wird heute meist zum Italischen gerechnet, gelegentlich aber auch als eigener Zweig der indogermanischen Sprachfamilie gezählt. Das Messapische in Apulien war, einigen Theorien zufolge, ein illyrischer Dialekt. Das Lepontische war eine festlandkeltische Sprache.
Außerdem gab es auf dem Boden des antiken Italien Etruskisch und Rätisch, die nach überwiegender Ansicht nicht der indogermanischen Sprachfamilie zugerechnet werden. Unsicher ist ebenfalls die Zugehörigkeit des Ligurischen.

## Überlebende Abkömmlinge
Der moderne Zweig der italischen Sprachen sind die romanischen Sprachen, die über das Vulgärlateinische (Volkslatein) vom Lateinischen abstammen und so in moderner Zeit in Italien, Frankreich, Teilen der Schweiz und Belgiens, in Spanien, Portugal, Rumänien und Moldau gesprochen werden. Durch die europäische Expansion ab dem 15. Jahrhundert haben sie sich außerdem weltweit verbreitet (siehe die Tabellenspalte „Verbreitung“ unter Romanische Sprachen #Heutige Standardsprachen).

## Gliederung
Die enge Verwandtschaft des Lateinischen mit dem Faliskischen sowie die des Oskischen mit dem Umbrischen ist für die Zweiteilung der italischen Sprachen verantwortlich.
Latino-faliskische Sprachen:
- Latein
  - romanische Sprachen
- Faliskisch

 Oskisch-umbrische Sprachen (oft auch sabellische Sprachen genannt):
- umbrische Gruppe:
  - Äquisch
  - Marsisch
  - Sabinisch
  - Umbrisch
  - Volskisch
- südpikenische Gruppe:
  - Süd-Pikenisch
  - Präsamnitisch
- oskische Gruppe:
  - Hernikisch
  - Marrukinisch
  - Oskisch
  - Pälignisch
  - Vestinisch

Aus dem Verbreitungsgebiet italischer Sprachen sind einige weitere Sprachen fragmentarisch überliefert, bei denen aber unklar ist, ob sie zu den italischen Sprachen zählen oder eigenständige Zweige des Indoeuropäischen sind:
- Sikulisch
- Elymisch
- Venetisch
- Ligurisch